# Calyptranthes barkeri
Calyptranthes barkeri är en myrtenväxtart som beskrevs av Erik Leonard Ekman och Ignatz Urban. Calyptranthes barkeri ingår i släktet Calyptranthes och familjen myrtenväxter. Inga underarter finns listade i Catalogue of Life.